# 四甲基肼
四甲基肼是肼的氢全部被甲基取代的产物，化学式为(CH3)4N2。

## 制备
四甲基肼可由水合肼和甲酰胺反应，再先后经过甲基化反应和还原反应得到。过量的氢化铝锂还原1,2-二甲基肼-1,2-二甲酸乙酯也能得到产物。